# روي جونيور
روي جونيور هو لاعب كرة قدم برتغالي في مركز الدفاع، ولد في 16 يونيو 1975 في أنغولا. لعب مع أتليتيكو كلوب دي برتغال وألفيركا وأولمبياكوس نيقوسيا وأيل ليماسول وإشتوريل برايا.